# Mausohr-Wochenstubengebiet Osnabrücker Raum
Mausohr-Wochenstubengebiet Osnabrücker Raum este o arie protejată (arie specială de conservare — SAC, sit de importanță comunitară — SCI) din Germania întinsă pe o suprafață de 0,1 ha, integral pe uscat.

## Localizare
Centrul sitului Mausohr-Wochenstubengebiet Osnabrücker Raum este situat la coordonatele 52°23′17″N 8°03′46″E / 52.3881°N 8.0628°E.

## Înființare
Situl Mausohr-Wochenstubengebiet Osnabrücker Raum a fost declarat sit de importanță comunitară în ianuarie 2005 pentru a proteja 1 specie de animale. Situl a fost protejat și ca arie specială de conservare în noiembrie 2007.

## Biodiversitate
Situată în ecoregiunea atlantică, aria protejată nu include niciun habitat protejat.
La baza desemnării sitului se află o specie protejată de  mamifere: liliac comun (Myotis myotis).